# Uva
A uva é o fruto da videira (nome científico: Vitis sp.), uma planta da família das Vitaceae. É utilizada frequentemente para produzir sucos, doces, geleias, vinhos e passas, podendo também ser consumida ao natural.
Entre as espécies de videiras podemos referir:
- Vitis vinifera, o tipo de videira mais frequente na produção do vinho, na Europa;
- Vitis labrusca, espécie norte-americana, utilizada na produção de sumo, uva de mesa e, algumas vezes, vinho;
- Vitis riparia, tipo de videira bravio norte-americano, usado, às vezes, para produzir vinho;
- Vitis rotundifolia, uva muscadínea, usada para doces e, por vezes, vinho;
- Vitis aestivalis, em que a variedade Norton é usada para fabricar vinho.

## Videira
A videira, vinha ou parreira é uma trepadeira da família das vitáceas, com tronco retorcido,  ramos flexíveis, folhas grandes e repartidas em cinco lóbulos pontiagudos, flores esverdeadas em ramos, e cujo fruto é a uva. Originária da Ásia, a videira é cultivada em todas as regiões de clima temperado.
A videira produz as uvas, fruto de cujo suco se produz o vinho.
O cultivo da videira para a produção de vinho é uma das atividades mais antigas da civilização. Evidências indicam o cultivo da videira para a produção de vinho na região do Egito e da Ásia Menor durante o período neolítico ao mesmo tempo em que a humanidade, instalada em colônias permanentes, começou a cultivar alimentos e criar gado, além de produzir cerâmica.

## História
O cultivo da uva começou há cerca de 6000 a 8000 anos, no Oriente Médio. A levedura, um dos primeiros microrganismos conhecidos pelo homem, ocorre naturalmente na casca das uvas, levando a produção de bebidas alcoólicas, como o vinho. Os primeiros vestígios de vinho tinto são vistos na Armênia antiga, onde foi encontrada a adega mais antiga do mundo, datando de cerca de 4.000 a.C.. Por volta do Século IX, a cidade de Xiraz era conhecido por produzir um dos melhores vinhos do Oriente Médio. Assim, tem sido proposto que o nome do vinho tinto de Syrah possui origens em Xiraz, uma cidade na Pérsia, onde a uva foi usada para fazer vinho Shirazi. Hieróglifos no Antigo Egito recordam o cultivo de uvas, e a história atesta também que povos antigos da Grécia, Fenícia e Roma também cultivavam uvas para a alimentação e produção de vinho. Mais tarde, o cultivo de uvas se espalhou pela Europa, norte da África e, finalmente, América do Norte. Uvas pertencentes a espécie labrusca foram conjeturadas impróprias para a vinificação pelos colonizadores europeus por conta de sua acidez e intensidade aromática em relação à espécie vinifera, que era mais comumente utilizada para a consumação do vinho europeu.

### Brasil
No Brasil o cultivo da videira começou em 1535, na Capitania de São Vicente trazida pelos portugueses. A imigração italiana em São Paulo e na Região Sul do Brasil no final do século XIX deu um grande impulso à cultura. São Paulo, Paraná, Rio Grande do Sul, Santa Catarina, Pernambuco e Bahia são grandes produtores. As melhores épocas de produção variam com as características climáticas de cada região.
No Entreposto Terminal de São Paulo da CEAGESP predominam as uvas originárias do estado de São Paulo das regiões de Botucatu, Campinas, Itapetininga e Sorocaba, no período de novembro a março, e de Dracena e Jales de julho a novembro. O Estado do Paraná é o maior fornecedor nacional de julho a novembro, uma janela de mercado onde entram poucos fornecedores. O Nordeste do Brasil concentra a sua oferta de agosto a dezembro.
A uva é uma das frutas mais exportadas e também uma das mais importadas pelo Brasil. Uvas chilenas, americanas, argentinas têm no Brasil um mercado cada vez maior. A Câmara Setorial de Frutas, órgão da Secretaria da Agricultura e Abastecimento do Estado de São Paulo apresenta as normas de Classificação da Uva (Vitis vinifera L.).

## Produção mundial
| País                                     | Produção em 2017 (milhões de toneladas anuais) |
| ---------------------------------------- | ---------------------------------------------- |
| China                                    | 13,0                                           |
| Itália                                   | 7,1                                            |
| Estados Unidos                           | 6,6                                            |
| França                                   | 5,9                                            |
| Espanha                                  | 5,3                                            |
| Turquia                                  | 4,2                                            |
| Índia                                    | 2,9                                            |
| África do Sul                            | 2,0                                            |
| Chile                                    | 2,0                                            |
| Argentina                                | 1,9                                            |
| Brasil                                   | 1,9                                            |
| Irão                                     | 1,8                                            |
| Austrália                                | 1,8                                            |
| Egito                                    | 1,7                                            |
| Uzbequistão                              | 1,6                                            |
| Roménia                                  | 1,0                                            |
| Alemanha                                 | 1,0                                            |
| Grécia                                   | 1,0                                            |
| Afeganistão                              | 0,9                                            |
| Portugal                                 | 0,8                                            |
| Total mundial                            | 74,2                                           |
| Fonte: Food and Agriculture Organization |                                                |

## Produção no Brasil
Em 2017 o Brasil produziu 1,68 milhão de toneladas de uva, sendo o 11º maior produtor do mundo. O Rio Grande do Sul é o maior produtor nacional. Em 2017 o estado produziu 956 mil toneladas. Porém, devido aos fatores climáticos, como o granizo, que destrói as plantações, a produtividade do Rio Grande do Sul oscila, e em muitos anos, perde-se parte da produção. Em 2016 o estado produziu 413 mil toneladas, em 2017 foram 956 mil toneladas, em 2018 foram 822 mil toneladas, e em 2019 foram 666 mil toneladas. Em outros estados do país, a produção é mais estável. Pernambuco é o 2º maior produtor de uva do país. Em 2017 o estado produziu 390 mil toneladas. No mesmo ano, São Paulo produziu 133 mil toneladas, Santa Catarina 65 mil toneladas, Paraná 56 mil toneladas e a Bahia 51 mil toneladas, entre outros. 
O Rio Grande do Sul é responsável por quase 90% da produção brasileira de uvas destinadas ao processamento de vinho, espumante, suco de uva e outros produtos vinícolas, principalmente na área de Caxias do Sul e arredores. O Brasil está entre os 20 maiores produtores de vinho do mundo. 

## Características
As uvas crescem em cachos de 15 a 300 frutos, e podem ser vermelhas, pretas, roxas, amarelas, verdes, laranjas e rosas. "Uvas brancas" são naturalmente de cor verde, e são evolutivamente derivados da uva roxa. Mutações em dois genes reguladores de uvas brancas desativam a produção de antocianinas, que são responsáveis pela cor púrpura das uvas. As antocianinas e outros polifenóis são responsáveis pelo vários tons, que variam de roxo a vermelho.
Os frutos também podem ser usados na fabricação de vários produtos, como geleias, sucos, sorvetes e refrigerantes, e sua casca pode ser usada para fabricar Panetone.

## Significado religioso
Na Bíblia, as uvas são mencionadas pela primeira vez quando Noé cultiva-os em sua fazenda (Gênesis 9:20-21). Referências sobre o vinho são feitas no livro de Provérbios (20:1) e no livro de Isaías (5:1-25). Deuteronômio (18:3-5, 14:22-27, 16:13-15) relata o uso do vinho durante festas judaicas. Uvas também foram significativas para ambos gregos e romanos, e seu deus da agricultura, Dionísio, estava ligado às uvas e do vinho, sendo frequentemente retratado com folhas de uva em sua cabeça. As uvas são especialmente simbólicas para os cristãos, que desde o início da Igreja faz o uso do vinho na celebração da Eucaristia. Pontos de vista sobre o significado do vinho variam entre denominações. Na arte cristã, muitas vezes as uvas  representam o sangue de Cristo.

## Lista de variedades de uva
Além da classificação científica, as uvas são classificadas quanto ao destino da produção, se são de mesa ou para vinicultura, recebendo nomes próprios:
- Uvas de mesa, para consumo in natura ou sucos
- Vitis vinifera, usadas na elaboração de vinhos

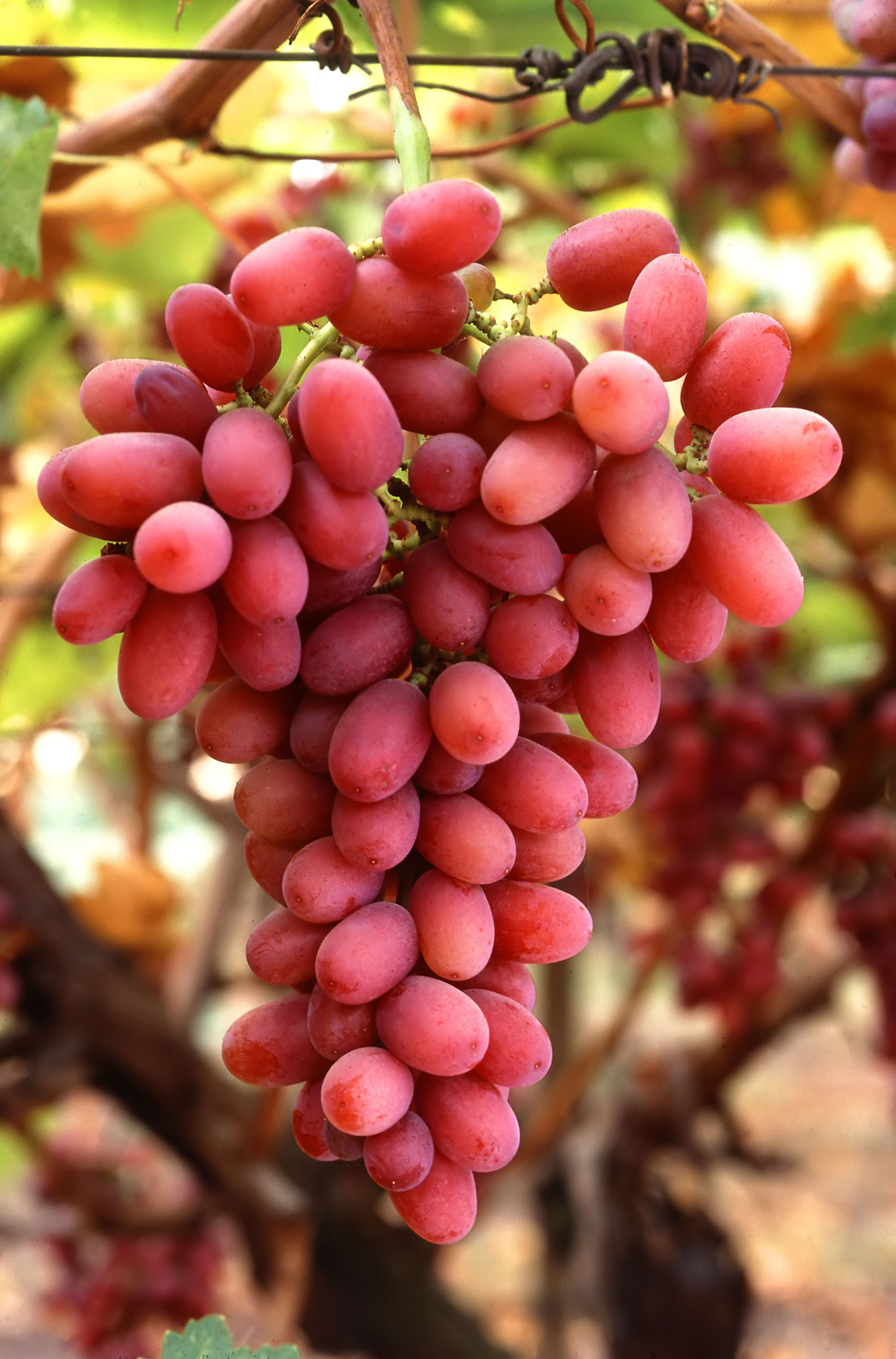
Cacho de uvas
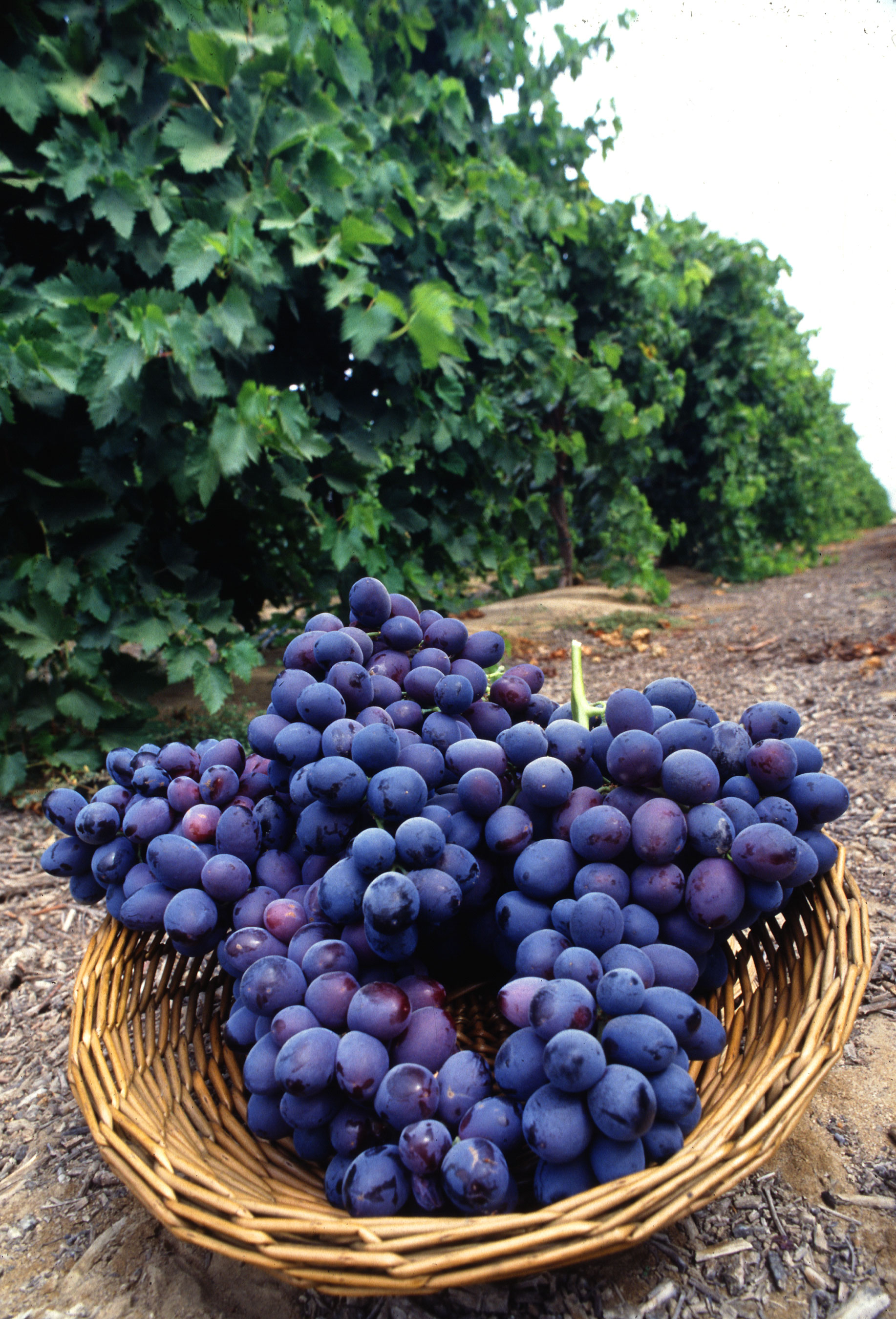
Uvas Autumn Royal (sem sementes)
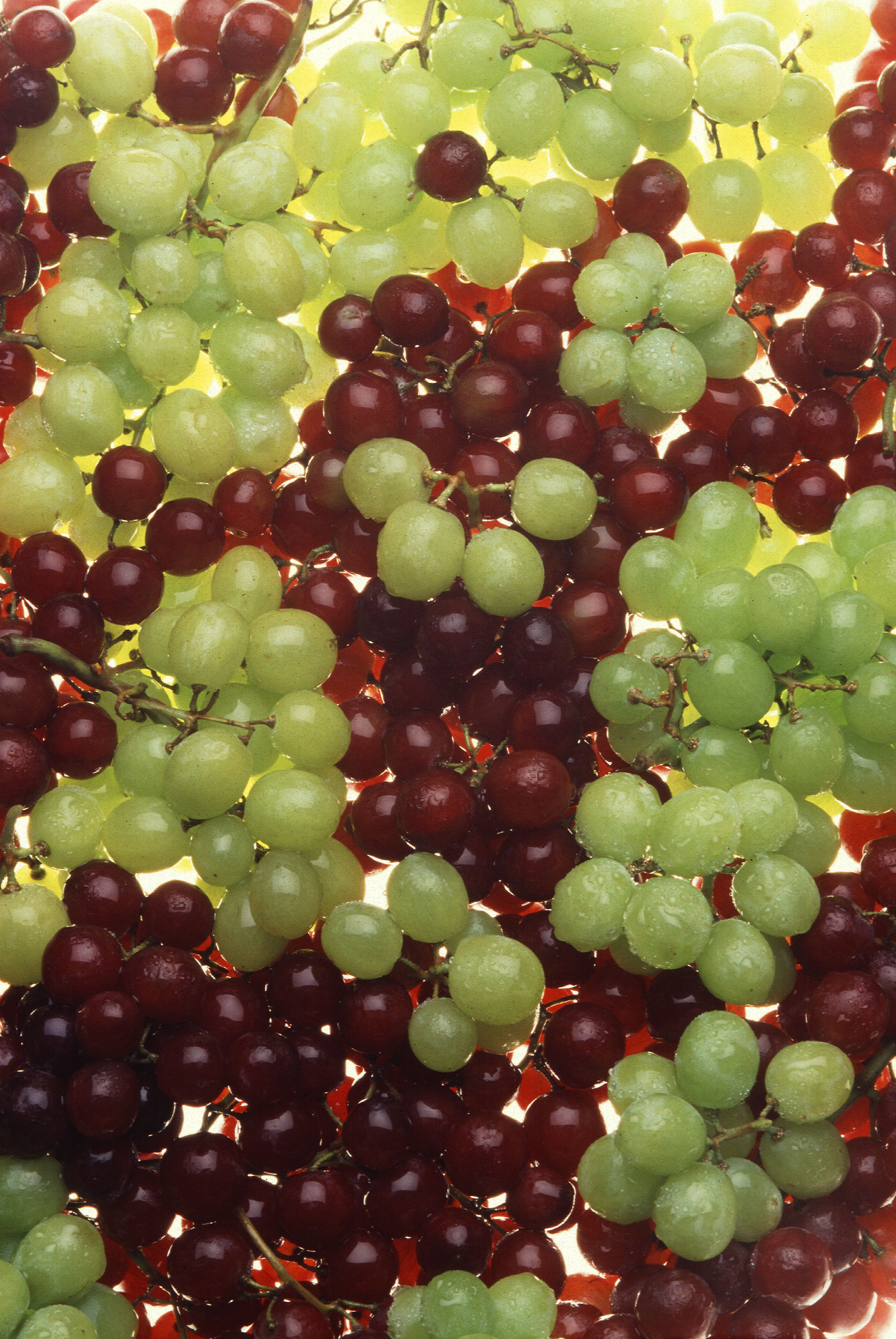
Uvas maduras
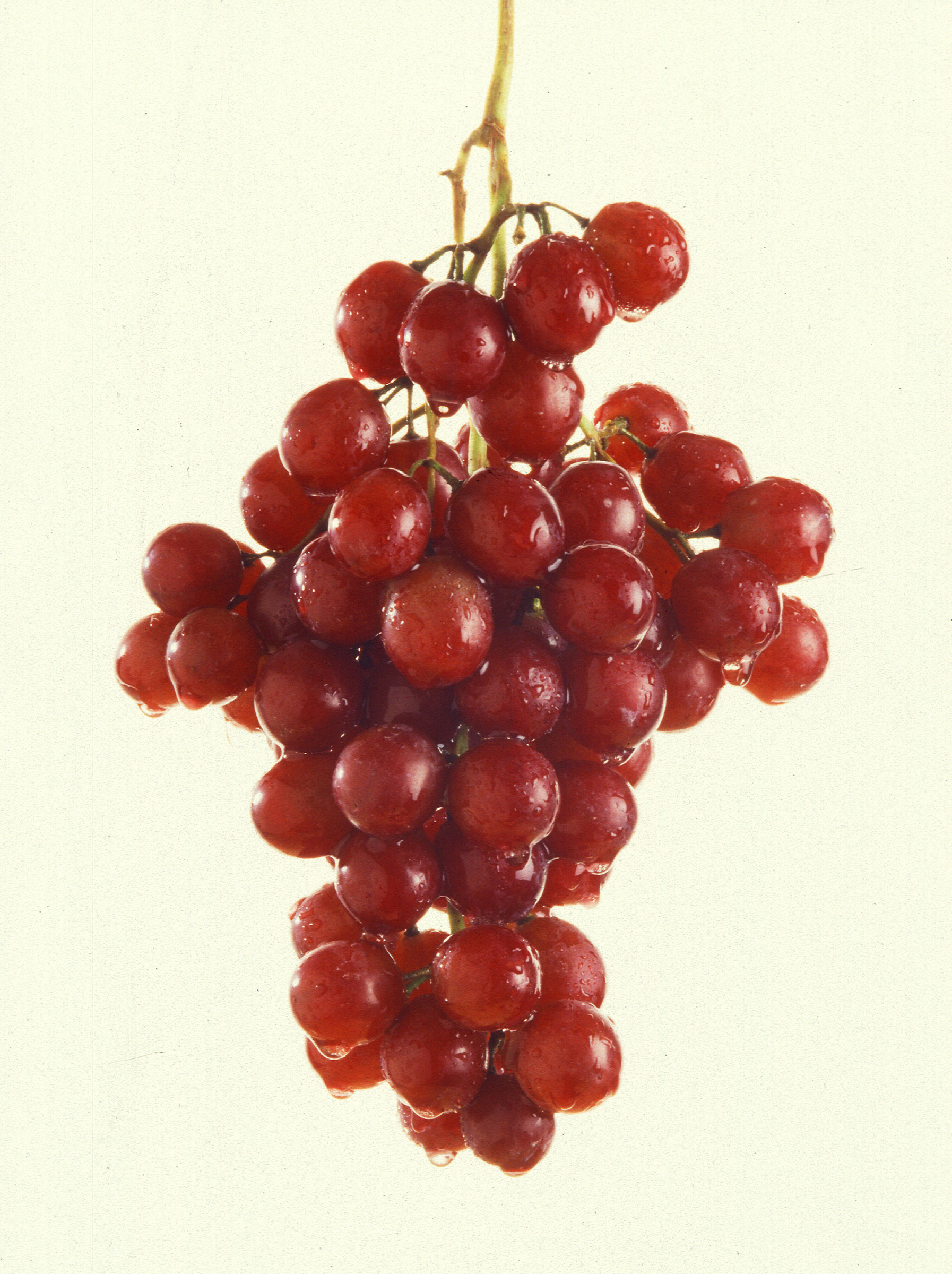
Uvas
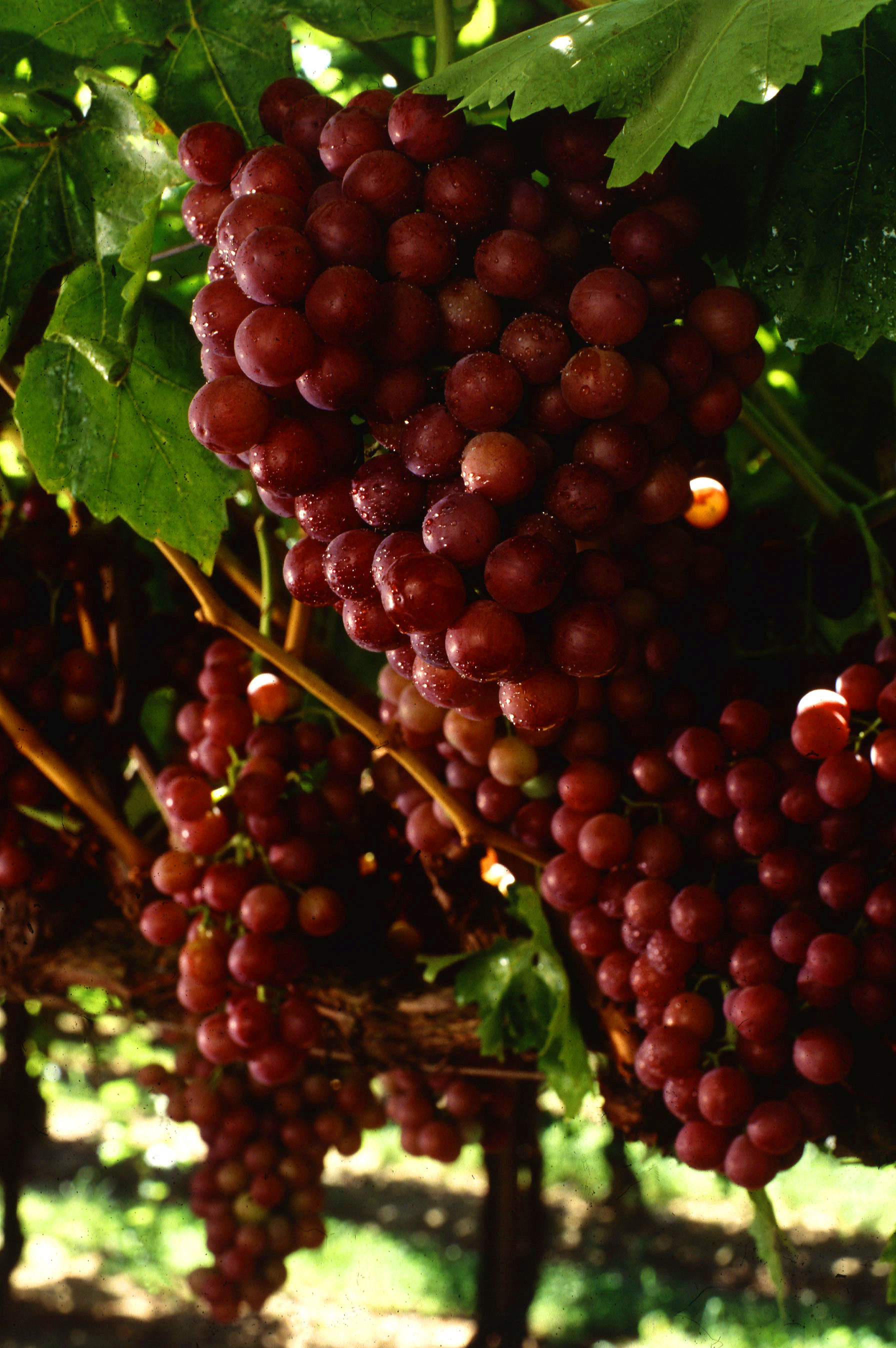
Uvas Flame sem sementes
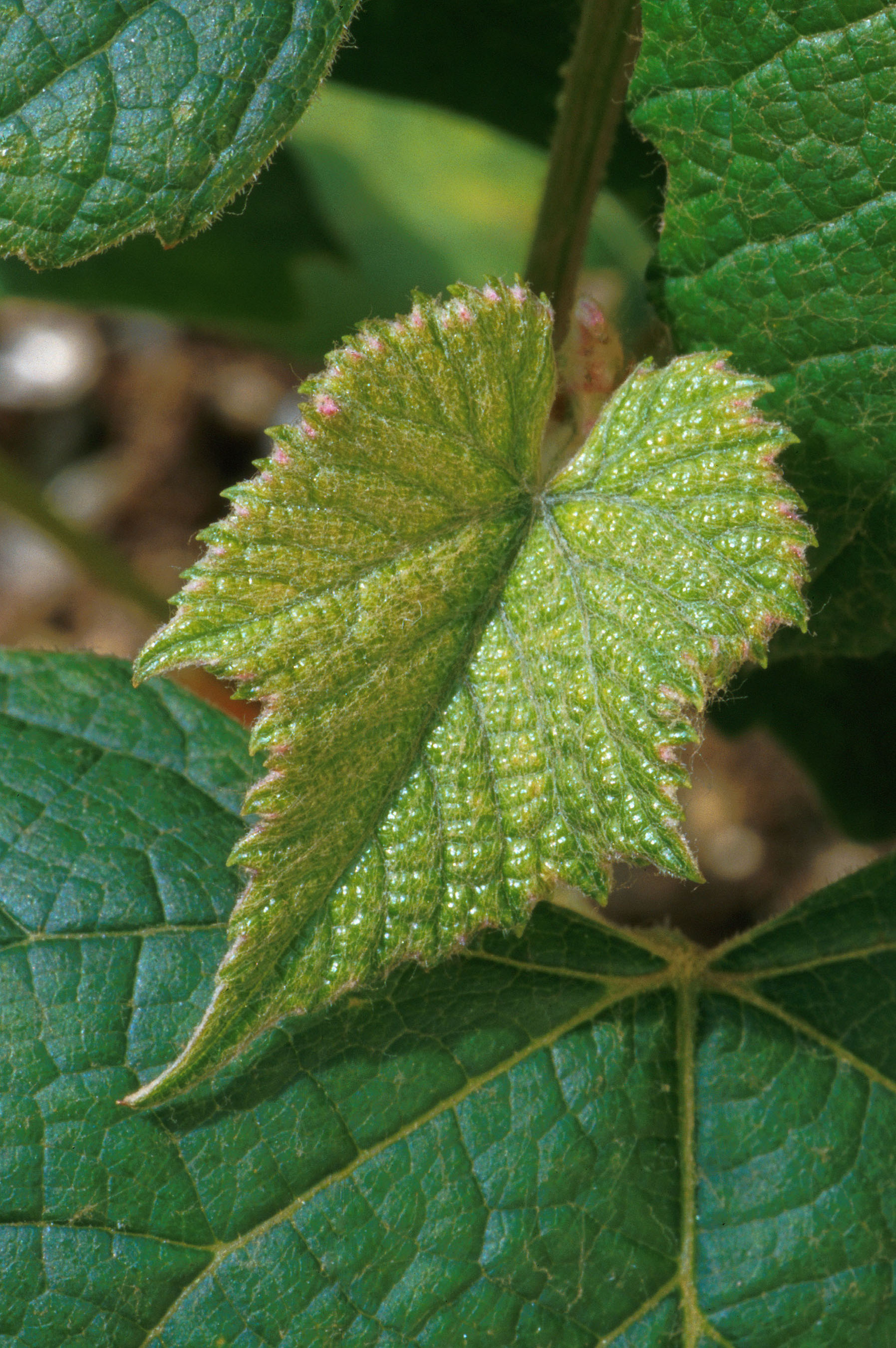
Videira de uvas Concord

## Pragas

### Inseto e Nematóide

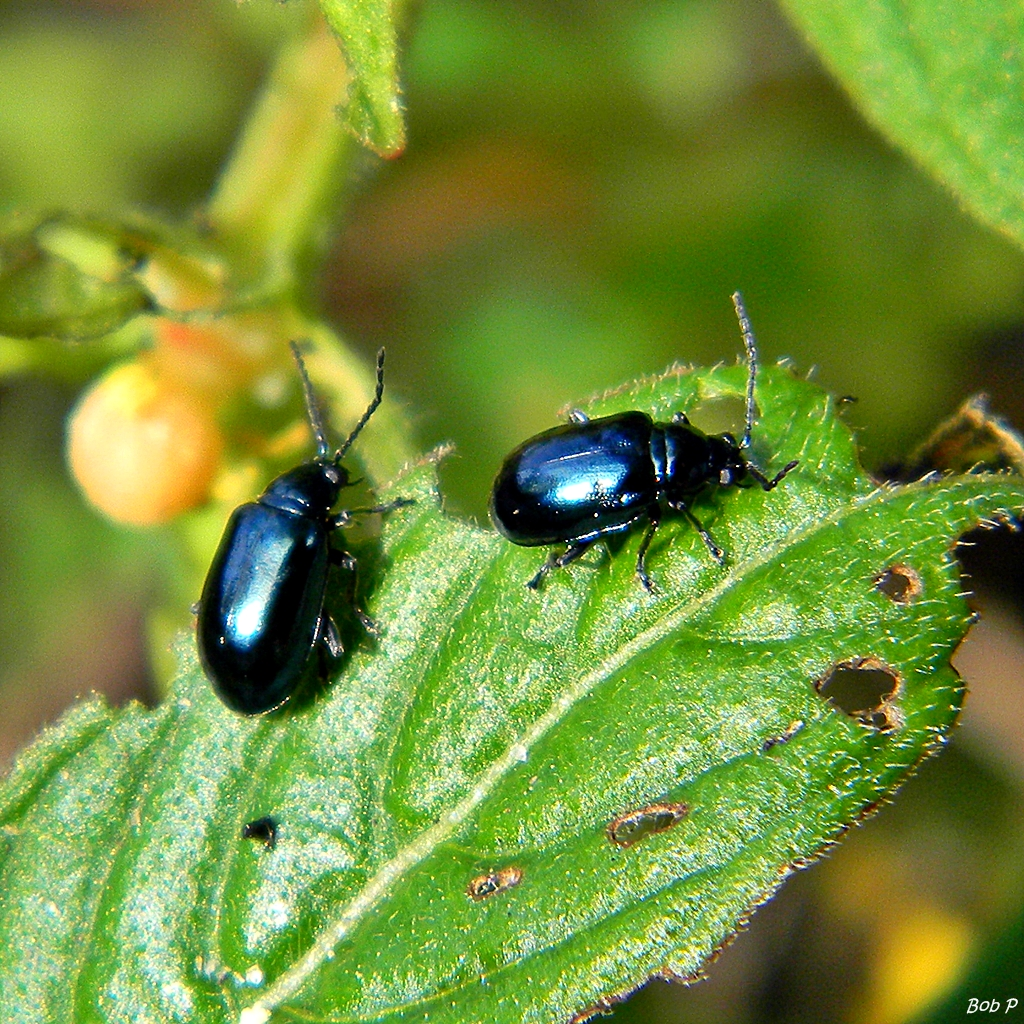
Besouro-saltadores adultos comem brotos e folhas que se desdobram. As larvas se alimentam de cachos de flores e esqueletizam as folhas.

Como qualquer outra espécie de planta, a videira é exposta a influências ambientais, doenças e pragas. Existem várias pragas e doenças da videira em todo o mundo. A maioria delas são insetos e, em menos casos, também ácaros e nematóides. As pragas estão causando danos diretos e indiretos. Eles comem órgãos de videiras subterrâneos e acima do solo e são transmissores de doenças por fungos, vírus e fitoplasma. Pragas que ameaçam a videira são: borboletas, cigarras, insetos, pulgões, tripes, besouros, ácaros, etc.
Uma das pragas de vinha mais destrutivas da história foi a filoxera da uva, que danificou e destruiu várias vinhas da Europa. Chegou à Europa da América do Norte no final da década de 1850. Como as videiras americanas eram resistentes a essas pragas, os viticultores resolveram o problema enxertando videiras europeias em videiras americanas. O fraco crescimento da videira pode ser o resultado de populações de nematóides altas que se alimentam das raízes. A alimentação de nemátodes pode resultar em aumento de lesões no inverno.
Os limiares provisórios de ação prescrevem tratamento quando 15% ou mais das folhas são destruídas por insetos desfolhantes, ou quando 4% ou mais dos cachos são destruídos por insetos alimentadores de cachos, mas essas diretrizes gerais podem variar em gravidade com base em vários fatores.

### Doenças fúngicas
As doenças fúngicas são o maior grupo de patógenos vegetais. Após a infecção, eles se espalham pelo vento e pela chuva, insetos e outros organismos também podem ser transmissores. Os sinais de infecção por fungos são sardas, necrose, cobertura mofada, apodrecimento e definhamento. As doenças fúngicas mais comuns da uva são: míldio, oídio, mofo cinza, braço morto, causado por dois fungos diferentes, Eutypa lata e Phomopsis viticola, e podridão negra.

### Fitoplasma, vírus e doenças semelhantes a vírus
Os fitoplasmas estão de acordo com a estrutura celular semelhante às bactérias. Eles vivem no tecido do floema da planta. Os vírus são patógenos microscópicos que vivem dentro das células vivas. Depois de entrar nas videiras, elas se espalham por todas as partes subterrâneas e acima do solo da planta. Na natureza, os vírus são transmitidos através de vetores - insetos, ácaros e nematóides. As alterações que aparecem no caso de doenças virais e fitoplasmáticas são: alterações na forma, tamanho e cor da lâmina e alterações na parte aérea e nos cachos da videira.

### Doenças bacterianas
As bactérias são organismos unicelulares simples que crescem rapidamente. Eles penetram nas videiras através de aberturas naturais de videiras ou através de feridas de videira. Os sinais mais comuns de infecções bacterianas são inflamação dos tecidos e formação de feridas por câncer.